# Teleférico de Madrid

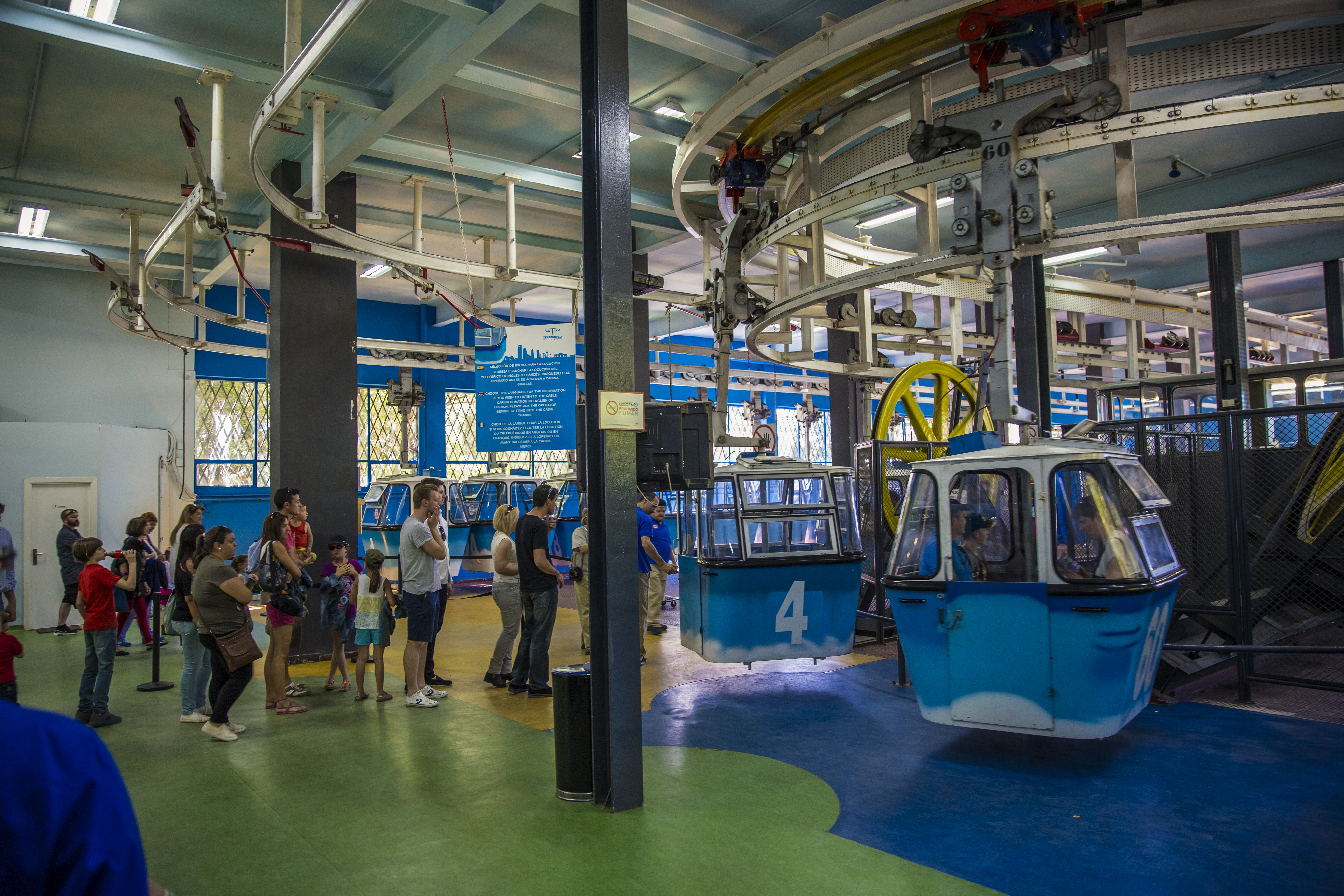
Estação de embarque

O Teleférico de Madri é um sistema de transporte aéreo consistindo em cabines móveis dependuradas por uma série de fios, localizado no coração da cidade de Madrid, Espanha, e que se estende desde o Paseo del Pintor Rosales até a Casa de Campo, onde fica o seu terminal. Nesta última estação existe um restaurante-bar-mirante e um parque de estacionamento para carros, operado pela mesma empresa que é proprietária do teleférico. A cidade de Madrid promove este meio de transporte como uma forma ecológica de deslocamento, bem como uma forma de evitar o tráfego de veículos da cidade.

## História

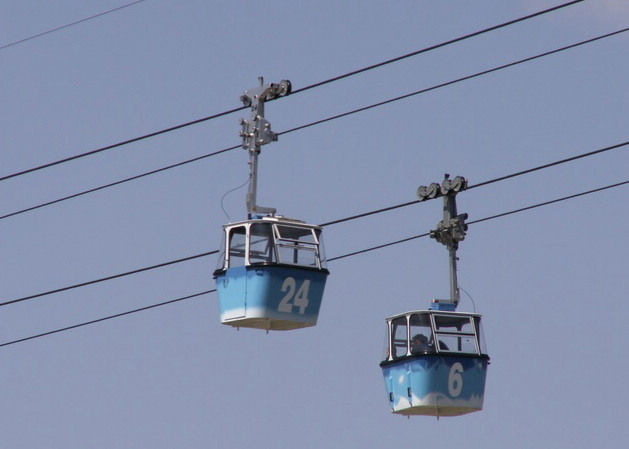
Aspecto das Cabines

A Câmara Municipal cheio de Madrid aprovou a construção do teleférico em julho de 1967. A empresa Teleférico de Rosales, foi fundada em 6 de setembro de 1967. Por acordo plenário prévio com a prefeitura de Madrid, passou a operar o serviço com um contrato de 35 anos que expirou em 2002.  Atualmente o negócio pertence ao Grupo Parques Reunidos, cujo contrato de concessão estará em vigor até 2017.
O teleférico foi construído pela empresa suíça Von-Roll depois de um ano de intenso trabalho, e inaugurado em 26 de junho de 1969 pelo então prefeito de Madri, Carlos Arias Navarro, que juntamente com sua esposa, realizou a viagem inaugural do teleférico, em uma cabine enfeitada com bandeirolas do seu partido. A inauguração estava marcada para maio, durante o festival de San Isidro, o padroeiro de Madrid, mas teve de ser adiada devido a uma liminar de justiça imposta por alguns moradores da vizinhança, que alegaram que a instalação não respeitava a privacidade de suas casas.

## Aspectos técnicos

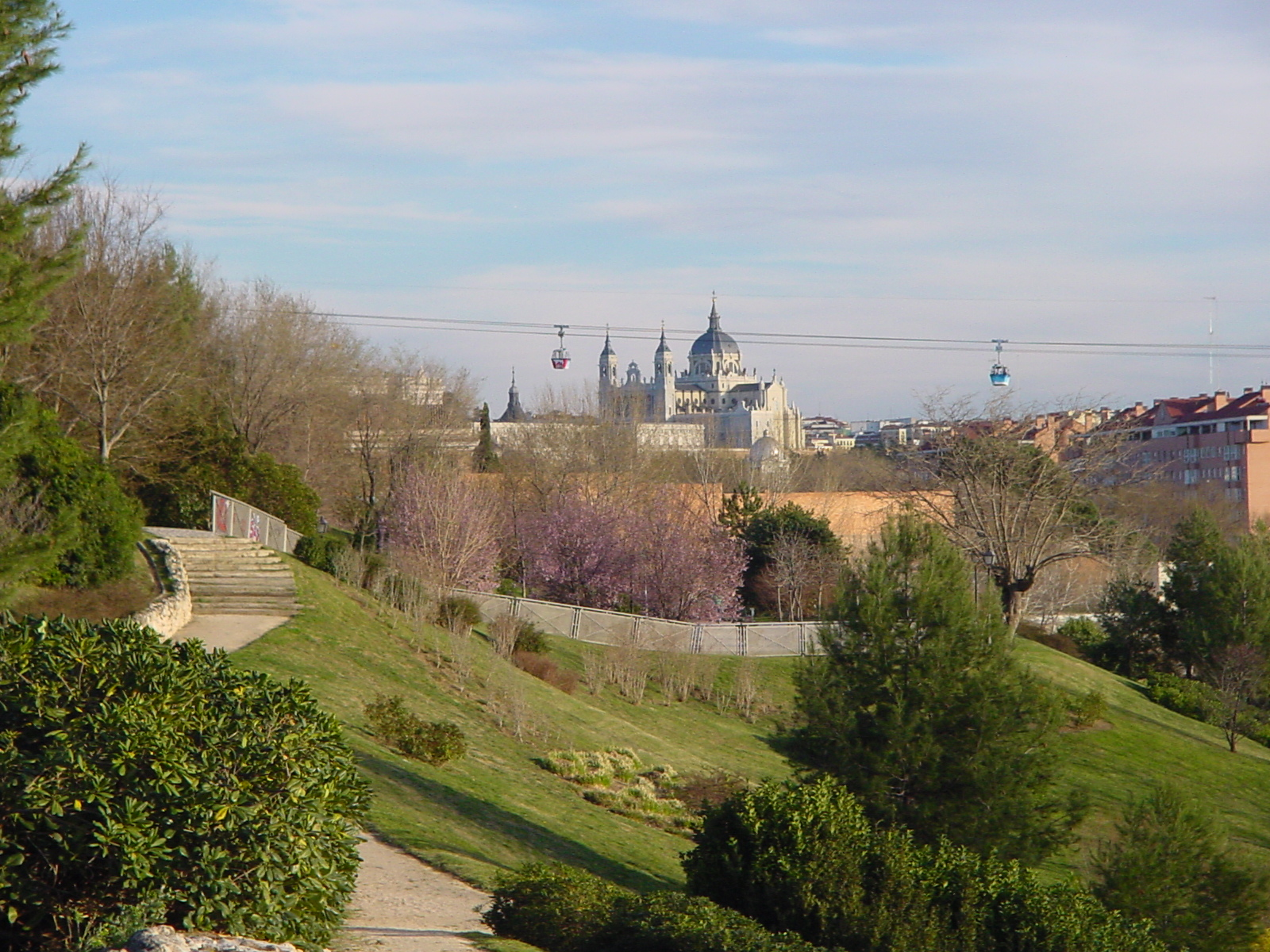
Vista da Catedral de Almudena, a partir das cabines

O teleférico é constituído por um sistema bicabo (bicable), que compreende um cabo de suspensão, e por baixo carrega um cabo de tração. Este sistema inovador foi considerado um êxito. É um pouco mais caro, mas oferece mais segurança, melhor desempenho e, acima de tudo conforto. O sistema conta com 80 cabines, cada uma com capacidade para até seis pessoas, ou 450 quilos. Abrange uma distância de 2.457 metros, atingindo uma altura máxima de 40 metros . A estação de motor (Paseo del Pintor Rosales) se situa a uma atura de 627 metros acima do nível do mar,  e a estação de tensão (Casa de Campo), à 651 metros. O teleférico possui uma capacidade de 1.200 passageiros por hora, e a velocidade média é de 3,5 metros por segundo, levando-se 11 minutos para se completar o trajeto da viagem. Desde a sua inauguração o serviço já foi utilizado por mais de oito milhões de passageiros, em mais de cinco milhões de viagens. Anualmente recebe cerca de 310 mil viajantes ao ano.

## Pontos de interesse

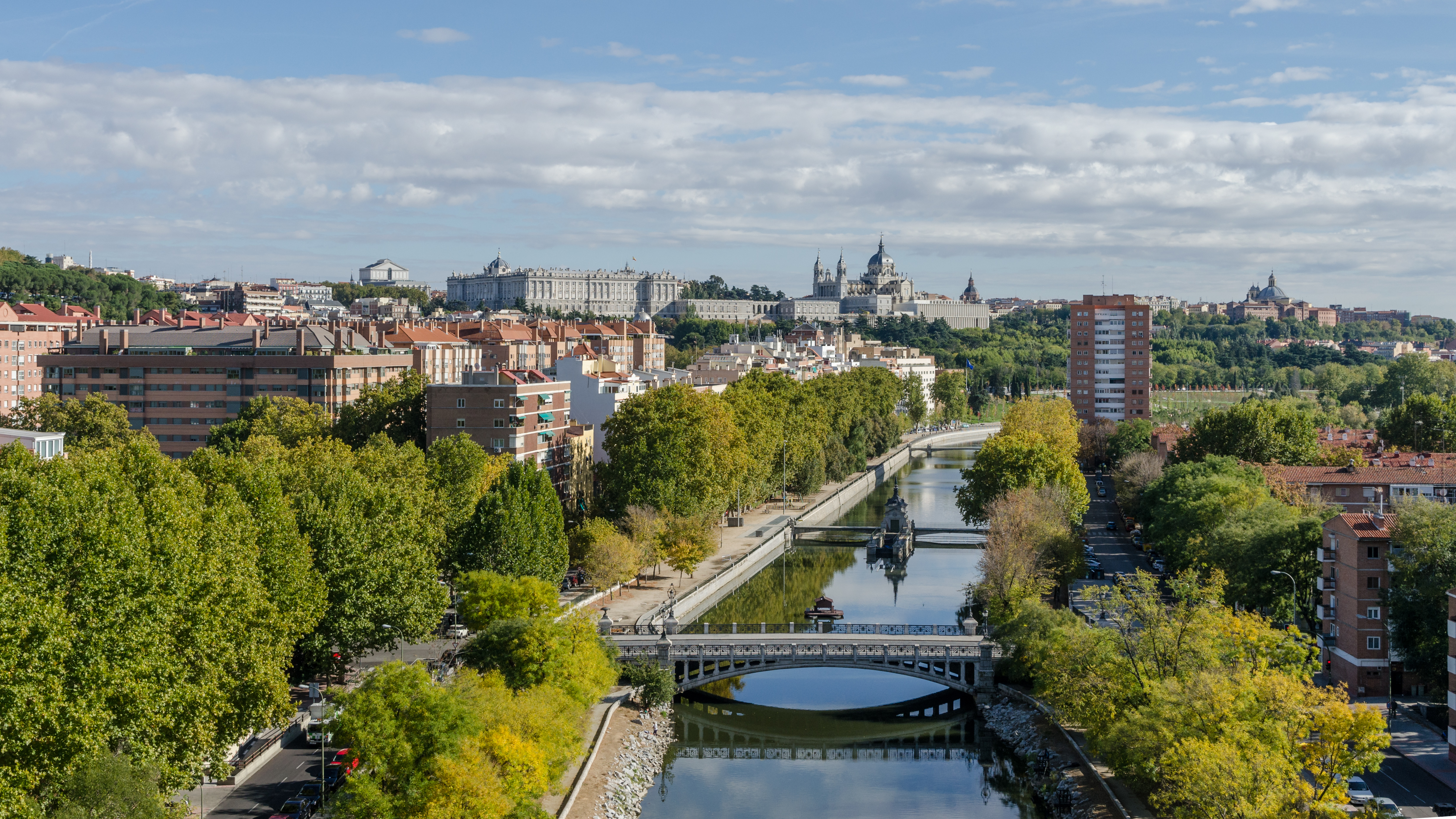
Vista do Rio Manzanares

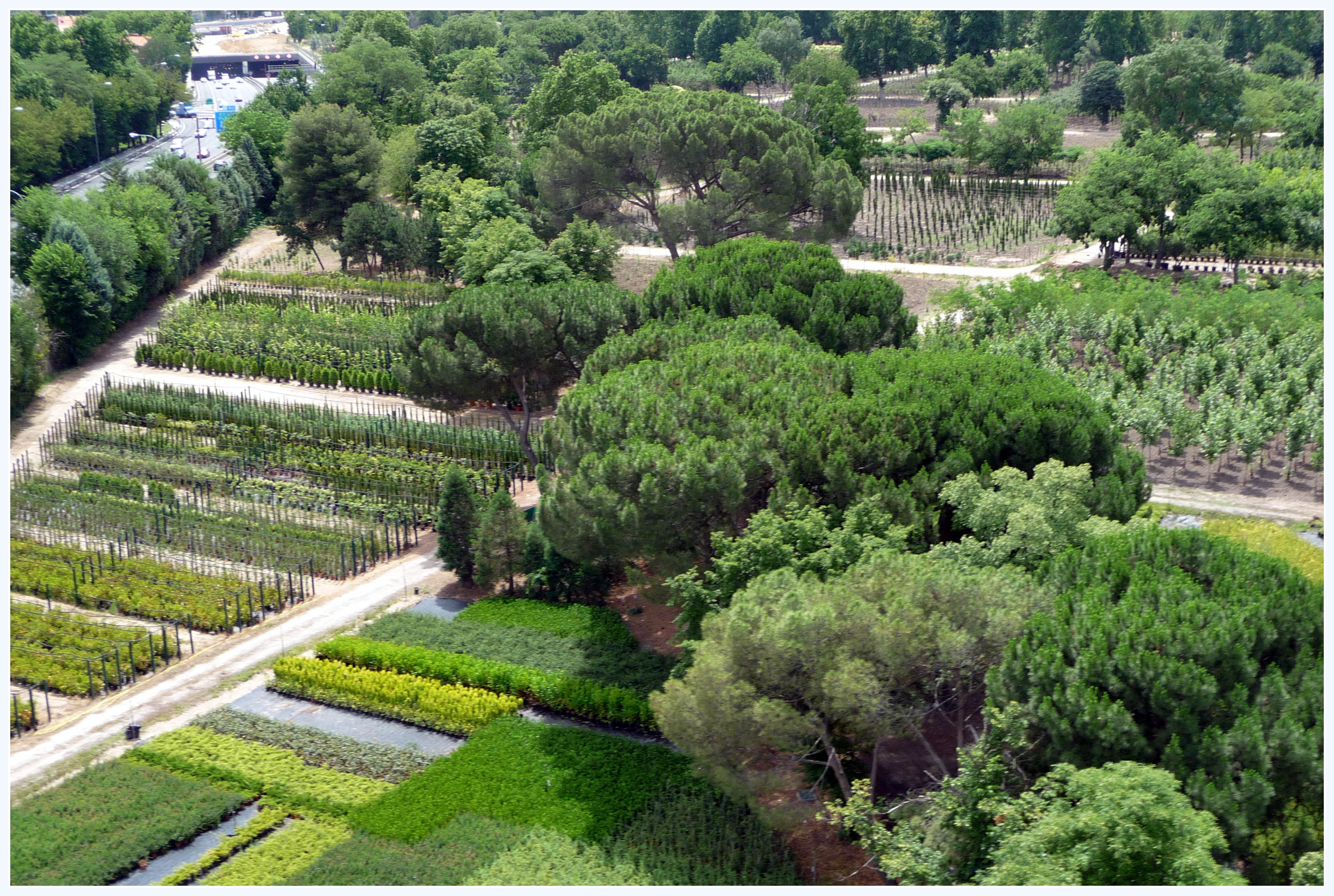
Parque Del Oeste

A viagem no teleférico permite a observação de diversas atrações turísticas da cidade de Madrid. A partir do trajeto de ida (sentido Paseo del Pintor Rosales -  Casa de Campo ), pode observar-se, entre outros, o Parque del Oeste, os ramais da Estação ferroviária Príncipe Pío, a Ermita de San Antonio de la Florida, O Templo de Debode, A Plaza de España, os prédios Torre de Madrid e o Edificio España, O Palácio Real, A Catedral de la Almudena, A Basílica de San Francisco el Grande, O rio Manzanares, e a Casa de Campo, maior parque público do município de Madrid.

## Acesso e Funcionamento
Metro: Estação Arguelles e Estação Plaza de España
O teleférico funciona em dias e horários diferentes, dependendo da época do ano. Para referência, estes são os horários da temporada 2014/2015:
- De maio a agosto, entre as 12h e 21h
- Em abril e setembro, das 12h às 20h
- Em março, das 11:00 h às 19:30 h
- O resto do ano: aberto nos finais de semana e em alguns dias festivos.